# Reynard 2KQ

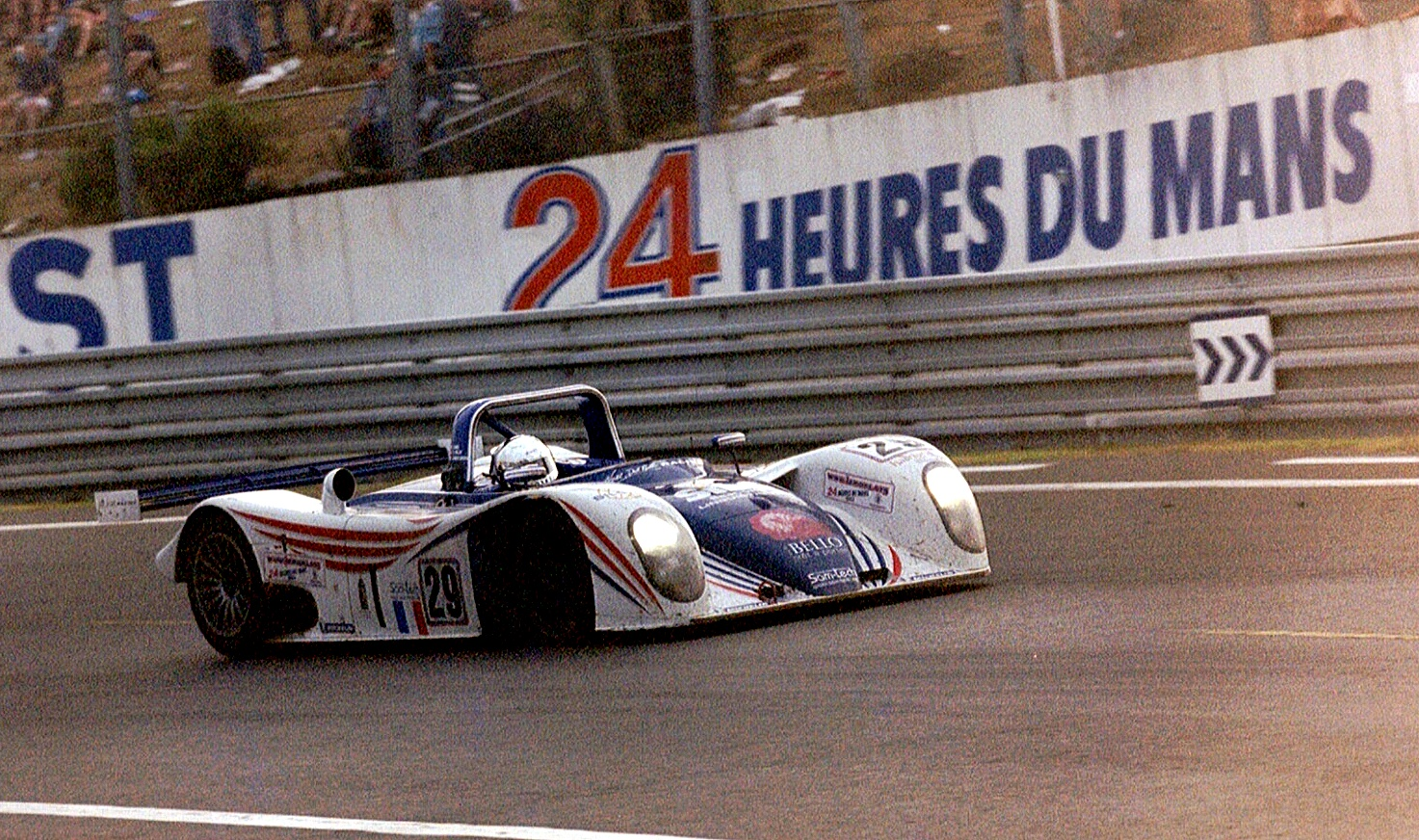
Ein Reynard 2KQ beim 24-Stunden-Rennen von Le Mans 2003

Der Reynard 2KQ war ein Le-Mans-Prototyp, der bei Reynard Motorsport gebaut und von unterschiedlichen Rennteams von 2000 bis 2004 bei Sportwagenrennen eingesetzt wurde.

## Entwicklungsgeschichte und Technik
Der 2KQ wurde Ende 1999 ursprünglich als LMP900-Fahrzeug entwickelt. Die LMP900-Klasse war Anfang der 2000er-Jahre die große Prototypen-Rennklasse beim 24-Stunden-Rennen von Le Mans und in der American Le Mans Series. Allerdings entschloss man sich bei Reynard während der Entwicklung, den Prototyp auch für die kleinere LMP675-Klasse aufzulegen, um einen größeren Kundenkreis ansprechen zu können. Wesentliche Unterscheidungsmerkmale der mit einem Monocoque aus Karbon und Aluminium ausgestatteten Rennwagen waren Motorleistung und Gewicht. In den nur etwa 760 kg (in Le Mans wurden die Gewichtslimits immer wieder angepasst – 2000: 765 kg, 2001: 788 kg, 2002: 759 kg, 2003 und 2004: 761 kg) schweren LM675-Boliden kamen 2-Liter-4-Zylinder-Motoren zum Einsatz. Die mit etwa 940 kg weit schweren LMP900-Fahrzeuge hatten 4-Liter-10-Zylinder bzw. -8-Zylinder-Mittelmotoren.
Schon im Januar 2000 wurden die ersten Fahrzeuge an die Kundenteams ausgeliefert. Sein Renndebüt gab der 2KQ in der LMP900-Version beim 24-Stunden-Rennen von Daytona im Februar desselben Jahres. Gefahren wurde der Wagen – der von Johansson Matthews Racing gemeldet wurde – von den Teameignern Stefan Johansson und Jim Matthews. Dazu wurden der Brite Guy Smith und der US-Amerikaner Mimo Gidley engagiert. Der Johansson-Matthews-2KQ hatte einen Judd GV4-10-Zylinder-Motor als Antrieb. Im Rennen erreichte das Quartett nach vielen technischen Problemen den 23. Gesamtrang, nachdem es vom vierten Startplatz aus ins Rennen gegangen war.

## Renngeschichte
Für das 24-Stunden-Rennen von Le Mans 2000 bekamen die Fahrzeuge nicht nur die Zusatzbezeichnung LM, womit die Rennwagen als 2KQ-LM in den Startlisten standen, sondern auch verbesserte Heckflügel. Insgesamt waren fünf 2KQs am Start. Zwei wurden von ORECA in der LPM900-Klasse eingesetzt, dazu kam der Johansson-Matthews-Wagen, ebenfalls in der großen Prototypen-Klasse. Wirklich erfolgreich war das erste Le-Mans-Rennen für diese Fahrzeuge jedoch nicht. Yannick Dalmas blieb in einem der ORECA-2KQ schon in der ersten Runde mit fehlendem Öldruck liegen. Der zweite ORECA-Wagen, gefahren von Didier André, Didier Theys und Jeffrey Van Hooydonk kam über den 20. Gesamtrang nicht hinaus. Der US-Wagen schied nach einem Motorschaden ebenfalls aus. Angetrieben wurden die ORECA-Wagen von einem 8-Zylinder-Chrysler-Motor. Das französische ROC-Team setzte zwei 2KQ in der LMP675-Klasse ein. Dabei kam es zum ersten Auftritt der Marke Volkswagen beim 24-Stunden-Rennen. In den beiden Spydern lief ein 2-Liter-VW-4-Zylinder-Motor. Beide Wagen fielen jedoch durch Motorschäden aus.
Nachdem ORECA 2001 auf den Dallara SP1 umstieg, verschwand der 2KQ aus der großen Prototypen-Klasse. ROC und Noël del Bello vertrauten aber bis Ende 2004 auf das Fahrzeug und setzten dieses weiter in der LMP675-Klasse ein. Größter Erfolg für den 2KQ war der Klassensieg beim 24-Stunden-Rennen von Le Mans 2001. Jordi Gené, Jean-Denis Delétraz und Pascal Fabre erreichten mit einem ROC-2KQ den fünften Gesamtrang.